# Arroz de KFC
El arroz de KFC —también conocido como takikomi gohan endiablado (悪魔の炊き込みご飯), Kentucky takikomi gohan (ケンタッキー炊き込みご飯), y KFC takikomi gohan (KFC炊き込みご飯) —es una variación de takikomi gohan que utiliza pollo frito. Se prepara en una olla arrocera. El arroz a menudo se mezcla con caldo de pollo y salsa de soya antes de agregar el pollo frito. Según su nombre, el pollo frito utilizado suele ser el pollo de receta original que vende la cadena de comida rápida estadounidense KFC, aunque el plato se puede preparar con cualquier otro tipo de pollo frito. El plato tiene su origen en Japón, donde KFC es muy popular.

## Historia
Según Mashable, el arroz de KFC se originó a partir de una campaña de marketing de 1974 que alentaba a las familias japonesas a cocinar el plato en casa. En 2013, el sitio web de cultura japonesa en inglés SoraNews24 publicó una receta similar con el mismo nombre, aunque con ingredientes adicionales como tomates cortados en cubitos y shimeji.
El arroz de KFC se popularizó en diciembre de 2019 tras la publicación de un artículo que detallaba su preparación en la publicación japonesa Gadget News, y se popularizó en línea en el este de Asia y el mundo occidental como un «hack de olla arrocera de KFC» para hacer un plato de arroz simple y sabroso. Algunas fuentes, como Ilyas Sholihyn del sitio web de estilo de vida de Singapur AsiaOne, han sugerido que estaba destinado a ser una cena navideña rápida y barata, debido al momento de la publicación del artículo y la popularidad de KFC en Japón alrededor de Navidad.
A pesar de su nombre, el arroz de KFC no es en realidad un elemento oficial del menú de KFC que se venda en ninguna región. Si bien KFC vende platos de arroz en ciertas regiones (como tazones de arroz con torikatsu en Japón, arroz jollof cubierto con pollo frito en Nigeria, y zongzi en China), estos son platos separados que se preparan de manera diferente al arroz de KFC.

## Preparación
Según numerosas fuentes, incluido el sitio web oficial mundial de KFC, el arroz de KFC se prepara mezclando arroz crudo con caldo de pollo y salsa de soja y luego cocinándolo al vapor con dos o más piezas enteras de pollo frito en una olla arrocera. El pollo frito y otros ingredientes aportan un sabor umami a pollo frito al arroz sin afectar la textura del pollo. Luego de cocinarlo, el pollo frito se desmenuza y se mezcla con el arroz, y se le quitan los huesos. Se puede servir tal cual, aunque muchas recetas requieren que se aderece con sal, pimienta negra o cebolletas.

## Recepción
Ni'Kesia Pannell de Business Insider preparó ella misma el arroz de KFC y afirmó que «no sabía tan sabroso como pensé que sería» a pesar de sus expectativas de usar las 11 hierbas y especias de KFC, pero señaló que era «realmente fácil de personalizar», con las adiciones de salsa picante, mantequilla y salsa de soja adicional que lo mejoraron en su opinión. Lo recomendó para aquellos con un presupuesto ajustado o para preparar comidas, y sugirió experimentar con la adición de verduras y usar pollo frito de otras cadenas de comida rápida como Popeyes y Bojangles.
Sukhbir Cheema de Mashable SEA señaló que el arroz de KFC afectaría negativamente cualquier plan de mantener una dieta sana y sugirió agregar zanahorias picadas, brócoli, hongos o lechuga para equilibrarlo.